# 몬테네그로 농구 국가대표팀
몬테네그로 농구 국가대표팀(몬테네그로어: Košarkaška reprezentacija Crne Gore, Кошаркашка репрезентација Црне Горе)은 몬테네그로를 대표하여 국가대항전에 참가하는 농구 국가대표팀으로 몬테네그로 농구 협회에 의해 운영된다.
몬테네그로는 독립 직후인 2006년에 국제 농구 연맹에 가입했으며 2008년에 공식 국제 경기를 처음 가졌다. 또한 월드컵 2회,  유로바스켓 5회 출전했다.